# Asahaya
Asahaya is een geslacht van schietmotten uit de familie van de Sericostomatidae. Het geslacht werd voor het eerst wetenschappelijk beschreven door F. Schmid in 1991.

## Soorten
Het genus is monotypisch en bevat de volgende soort:

- Asahaya asambaddha F. Schmid, 1991